# Turów (województwo łódzkie)
Turów – wieś w Polsce położona w województwie łódzkim, w powiecie wieluńskim, w gminie Wieluń.
W latach 1975–1998 miejscowość należała administracyjnie do województwa sieradzkiego.
Typowa ulicówka z rozwidleniem dróg w częściach wschodniej i zachodniej, gdzie stoi neogotycka kapliczka pw. św. Barbary, wchodząca w skład Parafii p.w. św. Idziego Opata w Chotowie.
Z Turowa pochodzi Magdalena Stysiak, polska siatkarka.

## Części wsi
| SIMC    | Nazwa   | Rodzaj    |
| ------- | ------- | --------- |
| 0718269 | Krajków | część wsi |
| 0718275 | Zwiechy | część wsi |

## Historia
Pierwsza wzmianka o wsi z 1322 r., była wówczas własnością szlachecką. Po sukcesywnym wykupieniu wsi przez mieszczan wieluńskich, od 1465 r. staje się własnością m. Wielunia. Lokowana na prawie niemieckim. W 1323 r. pierwszym sołtysem był Johann. Na pocz. XVI w. wieś dawała dziesięcinę przemiennie plebanowi i kanonikowi kolegiaty wieluńskiej. W 1841 r. włościanie Turowa wykupili swoje gospodarstwa wraz z czynszem dzierżawnym. W okresie międzywojennym duże wpływy miał PSL „Piast”.